# Guzmania dussii
Guzmania dussii är en gräsväxtart som beskrevs av Carl Christian Mez. Guzmania dussii ingår i släktet Guzmania och familjen Bromeliaceae. Inga underarter finns listade i Catalogue of Life.